# Гергард Пушнік
Гергард Пушнік (нім. Gerhard Puschnik; 16 жовтня 1966, м. Фельдкірх, Австрія) — австрійський хокеїст, лівий нападник. 
Вихованець хокейної школи ФЕУ «Фельдкірх». Виступав за ФЕУ «Фельдкірх», ХК «Лінц».
У складі національної збірної Австрії провів 163 матчі (43+53); учасник зимових Олімпійських ігор 1988, 1994 і 1998, учасник чемпіонатів світу 1987 (група B), 1989 (група B), 1990 (група B), 1991 (група B), 1992 (група B), 1993, 1994, 1995, 1996 і 1997 (група B). У складі юніорської збірної Австрії учасник чемпіонату Європи 1984 (група B).
Досягнення
- Чемпіон Австрії (1990, 1994, 1995, 1996, 1997, 1998).